# Fàbrica Trinxet
La fàbrica Trinxet és un conjunt arquitectònic del barri de Santa Eulàlia de l'Hospitalet de Llobregat, catalogat com a bé cultural d'interès local.

## Història

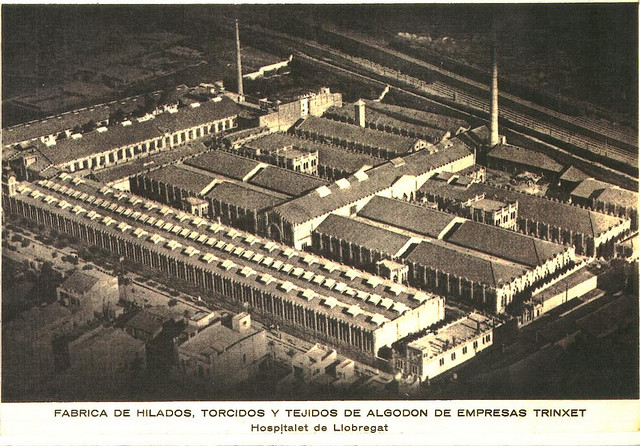
Vista aèria de la fàbrica Trinxet el 1910

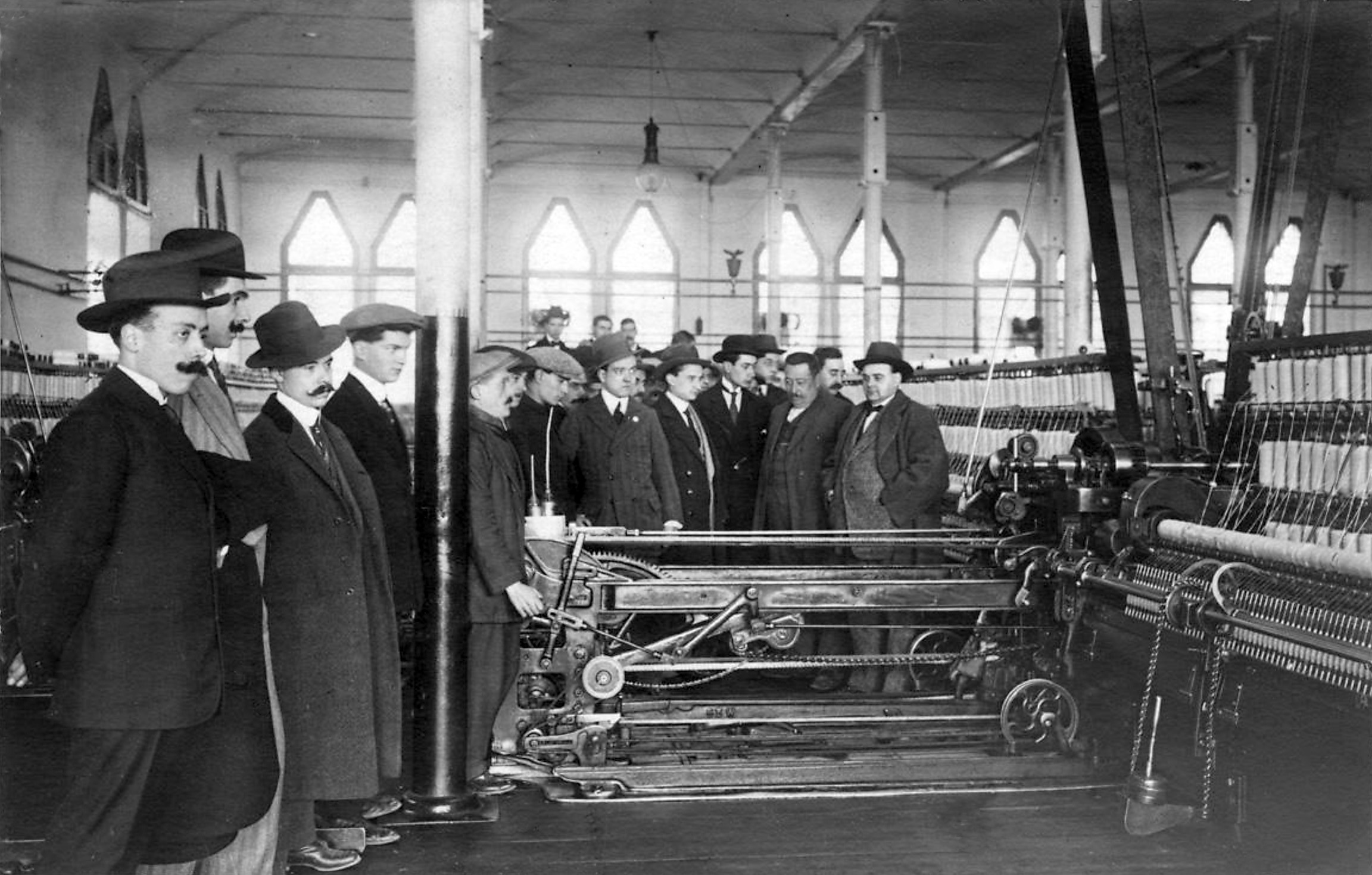
Alumnes de l'Escola Industrial visitant la fàbrica Trinxet el 1914

El complex fabril és el resultat de la unió de dues antigues fàbriques tèxtils: Can Gras, de llençols i panes, era propietat de Miquel Gras i va ser construïda entre 1906 i 1911 per l'arquitecte Modest Feu i Estrada.
Can Trinxet, de filats i teixits de cotó, era propietat d'Avel·lí Trinxet i Casas (Vilanova i la Geltrú, 1845-1917), i va ser construïda el 1905 segons el projecte de l'arquitecte Joan Alsina i Arús, si bé el 1907 es va ampliar amb un petit cobert a la cantonada dels carrers Santa Eulàlia i Salvadors, de Modest Feu. El 1916, aquest mateix arquitecte també va fer una altra ampliació de les naus per la façana principal.
El 1913, es van incorporar a l'empresa els seus fills Francesc i Antoni Trinxet i Mas, sota la raó social Avel·lí Trinxet i Fills. El 1930, Can Trinxet es va integrar en el trust Unió Industrial Cotonera SA, i el 1933, va llogar les naus de la veïna fàbrica de Can Gras i li va comprar 250 telers, aplegant una plantilla de més de 1.000 treballadors.
El conjunt original de Can Trinxet ha estat enderrocat gairebé del tot, i només resta en peu el mur de tanca. La caseta del guarda de Can Gras, obra de Modest Feu, va ser destruïda el 2002 en una acció polèmica que va provocar un enfrontament polític.

## Descripció
Can Gras és un edifici industrial amb dos cossos clarament diferenciats, tant per les dimensions com per les tipologies. Un primer sector, més petit, es veu destinat a funcions comercials i, l'altre, constituït per una gran nau, es veu destinat a producció fabril. A la façana principal es combina el parament de carreus de pedra amb els elements decoratius, fets amb maó, que fan pilastres i sanefes fent escalonaments; també s'hi pot llegir la data de 1910.